# 美叶沼兰
美叶沼兰（学名：Crepidium calophyllum）为兰科沼兰属下的一个种。

## 扩展阅读
維基物種上的相關：美叶沼兰